# Danh sách dị giáo phái theo quan điểm của Chính quyền
Danh sách dị giáo phái theo quan điểm của Chính quyền (Governmental lists of cults and sects) là việc phân loại các tôn giáo, giáo phái, các hội nhóm tôn giáo, tín ngưỡng được Chính quyền xem là cần phải bị quản lý, kiểm soát, giám sát, giải tán hay bài trừ. Việc gán nhãn "giáo phái" hoặc "tà giáo" cho các phong trào tôn giáo mới trong các văn bản của Chính quyền thường biểu thị việc sử dụng phổ biến và tiêu cực thuật ngữ "dị giáo"/"cuồng giáo" (Cult/Sect) trong tiếng Anh và cách sử dụng tương tự về mặt chức năng của các từ được dịch là "giáo phái" trong một số ngôn ngữ châu Âu. Cụm từ dị giáo (異教) hay ngoại đạo (外道) trong cụm từ "tà ma ngoại đạo", hay ngoại giáo (異教) thường được sử dụng để miêu tả sự vi phạm các giáo lý quan trọng của Tôn giáo, nhưng cũng được sử dụng cho các quan điểm phản đối mạnh mẽ bất kỳ ý tưởng nào thường được chấp nhận Một người ủng hộ tà giáo được gọi là kẻ dị giáo. hoặc những cụm từ như "tà giáo" hay tà đạo (邪教) hay tả đạo (trong cụm từ "bàng môn tả đạo") chỉ về các hội nhóm cuồng giáo (狂教) là một nhóm xã hội với những niềm tin và thực tiễn mới, thường lệch lạc về mặt xã hội, mặc dù điều này thường không phải lúc nào cũng rõ ràng.

## Đại cương
Dị giáo phái là tên gọi chỉ chung cho một số tổ chức, hội nhóm có biểu hiện thực hành niềm tin u mê đi lệch chuẩn mực xã hội hoặc chuẩn mực tôn giáo chính thống hoặc có yếu tố mê tín dị đoan, huyễn hoặc, dẫn dắt mù quáng và thông thường được lan truyền ngấm ngầm mà chưa được chính quyền chấp thuận hoặc công chúng đón nhận, thuật ngữ "giáo phái"/môn phái thường áp dụng cho các hội nhóm sùng bái mới hình thành dưới sự dẫn dắt của một giáo chủ cầm đầu, đa số thành viên giáo phái đều ít nhiều có những điểm dễ bị lợi dụng. Các giáo phái cực đoan thường lợi dụng những điểm yếu của con người, đó có thể là bất kỳ ai nhưng nếu ai đó trải qua khoảng thời gian khó khăn trong cuộc đời mình, mất việc, có kết quả không tốt ở trường học hoặc gặp khó khăn về tài chính, họ sẽ cảm thấy chán nản, khi đó, một nhóm như vậy sẽ xuất hiện và trở nên rất cám dỗ. Các nhà nghiên cứu khác miêu tả các giáo phái cuồng giáo hình thành trên cơ sở tự phát sinh xung quanh các niềm tin và thực hành mới (phong trào tôn giáo mới hay còn gọi là "đạo lạ"). Theo quan điểm của Việt Nam thì tà đạo là một loại đạo lạ (so với tín ngưỡng, tôn giáo truyền thống) nhưng khuynh hướng hoạt động mê tín dị đoan, phản văn hóa, vi phạm pháp luật. Theo nhà nghiên cứu Hy Văn của Trung Quốc thì: "Tà giáo cũng là một loại của hiện tượng tôn giáo mới, nhưng nó là cực đoan, tàn ác, tà độc". Theo Ủy ban Nghị viện về Giáo phái ở Pháp (Parliamentary Commission on Cults in France) đã định nghĩa về tà giáo xuất phát từ những mối nguy hại tiềm tàng của chúng trong một bản Báo cáo năm 1995 gồm:
- Mối đe dọa đến con người:
  - Làm mất ổn định về tinh thần;
  - Tác động vào nhu cầu tài chính quá mức;
  - Đưa người ta tách khỏi môi trường gia đình;
  - Gây thiệt hại về tính toàn vẹn về thể chất;
  - Cám dỗ trẻ em.
- Mối đe dọa đối với cộng đồng:
  - Gây ra sự phản kháng xã hội ở mức độ không ít thì nhiều;
  - Gây rối trật tự công cộng;
  - Thách thức tầm quan trọng của sự tham gia tư pháp và chính quyền;
  - Gây ra khả năng chuyển hướng của các mạch kinh tế truyền thống;
  - Nỗ lực xâm nhập vào quyền lực công cộng.

Các nhà xã hội học phê bình về việc sử dụng từ "cuồng giáo" tiêu cực này, cho rằng nó có thể ảnh hưởng bất lợi đến việc tự do tôn giáo. Vào năm 1995, một Ủy ban quốc hội của Quốc hội Pháp về các giáo phái đã đưa ra Danh sách dị giáo phái. Báo cáo bao gồm một danh sách các giáo phái có mục đích dựa trên thông tin có thể được cung cấp từ các cựu thành viên và thông tin theo dõi được từ cảnh sát Pháp. Các tiêu chí do Renseignements généraux của Pháp lựa chọn để xác định mối nguy hiểm tiềm ẩn của một phong trào đã bị chỉ trích vì chúng được coi là mơ hồ và có thể bao gồm nhiều tổ chức, tôn giáo hoặc không tôn giáo. Một trong những lời chỉ trích đầu tiên đến từ giám mục Jean Vernette-thư ký quốc gia của giám mục Pháp về việc nghiên cứu các giáo phái và các phong trào tôn giáo mới, người đã nhấn mạnh rằng những tiêu chí này có thể được áp dụng cho hầu hết tất cả các tôn giáo. Hơn nữa, các nhà xã hội học như Bruno Étienne nhấn mạnh rằng cảnh báo của Renseignements généraux không nên định nghĩa hành vi thao túng tinh thần. Danh sách các giáo phái được dựa trên các tiêu chí do Renseignements généraux xác định, nhưng không nêu rõ thực hành nào của họ bị cáo buộc một cách cụ thể. Ngoài ra, việc giữ bí mật công việc của RG đã dẫn đến nghi vấn về sự hiện diện hay vắng mặt của một số tổ chức nhất định trong danh sách. Étienne đặt câu hỏi về sự hiện diện của công ty CEDIPAC SA, trước đây gọi là Nhóm chuyên gia tiếp thị châu Âu (GEPM), vì hoạt động của công ty này không thuộc lĩnh vực tôn giáo.
Quan điểm chính thức của Chính quyền một số nước như Việt Nam đã mô tả một số đặc điểm nhận dạng của các tổ chức, nhóm dị giáo phái mà họ cho rằng là "tà đạo" theo đó, một số tà đạo bị các thế lực thù địch, phản động lợi dụng kích động hoạt động chống chính quyền nhân dân; thuyết giảng "kinh sách" có nội dung phê phán, đi ngược lại với văn hóa truyền thống, trái với thuần phong mỹ tục của dân tộc, có tư tưởng cực đoan, chống lại hiện thực xã hội, thực hành lối sống phi pháp, quyên góp, bóp nặn tiền của người dân. Các cá nhân này còn lợi dụng quyền tự do tín ngưỡng tôn giáo, lợi dụng niềm tin của tín đồ để kích động và tiến hành các hoạt động chống chính quyền, chống chế độ dưới chiêu bài đấu tranh cho tự do tôn giáo, dân chủ, nhân quyền và biến mình thành những quân cờ dưới sự hà hơi tiếp sức của các tổ chức ở nước ngoài như Human Rights Watch, Ủy ban Tự do tôn giáo quốc tế Hoa Kỳ (USCIRF), các tà đạo lôi kéo người theo bằng những hoạt động chống lại quan điểm, chủ trương, đường lối, chính sách, pháp luật của Nhà nước và địa phương, nói xấu chế độ, nói xấu cán bộ, có thái độ ngăn cản chính quyền triển khai xây dựng đời sống văn hóa ở khu dân cư, xây dựng nông thôn mới. Tựu trung lại thì một số đặc điểm chủ yếu như sau:
- Về người đứng đầu (giáo chủ): Người cầm đầu môn phái luôn tự đề cao, đánh bóng bản thân mình cho rằng bản thân họ là "phật", "thánh", "thần", tự xưng là Thiên Chúa, nhiều người trước khi tạo dựng tà đạo hay "đạo lạ" còn mắc bệnh tâm thần hoặc từ nước ngoài tuyên truyền phát triển vào trong nước trước để tạo thanh thế. Các tà đạo thường sùng bái và thần thánh hóa người cầm đầu, khác với tôn giáo truyền thống có đối tượng sùng bái là những bậc thánh hiền, thần thánh hóa lãnh tụ, siêu trần, thoát thế.
- Về lý thuyết, "giáo lý", "giáo luật": Chủ yếu được chắp vá, pha tạp, cải biên, xuyên tạc từ một số điều trong lý thuyết, giáo lý, giáo luật của các tôn giáo truyền thống (đây là yếu tố làm cho tà đạo có thể tồn tại). Tuy nhiên, có một số tà đạo có nội dung giáo lý trái thuần phong, mỹ tục, phản văn hóa, phản khoa học như khuyên người ốm không dùng thuốc, chỉ cần cúng, dâng hoa, cầu nguyện, dùng "nước thánh", "thuốc phật", trái với quy luật tự nhiên, phản khoa học và lợi dụng các tà thuyết về "ngày tận thế" để thuyết phục tín đồ dâng hiến hoặc đổ xô tích trữ, hoặc gắn với các nhu cầu về sức khỏe để lôi kéo, mê hoặc, khống chế quần chúng, tín đồ.
- Về mục đích hoạt động: Hầu hết các tà đạo đều có chung mục đích là phục vụ lợi ích của người cầm đầu "giáo chủ" (người sáng lập) và một số đối tượng cốt cán, tay chân của họ nhằm thu lợi kinh tế thông qua thu lệ phí "quy y", bán "sắc phong", "bùa", bán sách, bài giảng, "thuốc chữa bệnh", các thế lực thù địch, phản động tạo dựng hoặc lợi dụng "tà đạo" như là công cụ để tuyên truyền, tập hợp, thu hút người vào các hoạt động chống chính quyền.
- Về nghi lễ hành đạo: Mang nặng yếu tố mê muội, mê tín dị đoan, lừa bịp, phản khoa học trái với những nghi lễ truyền thống, trái với thuần phong mỹ tục như: ép quan hệ tình dục tập thể hoặc với giáo chủ để "đắc đạo"; hủy hoại tài sản, của cải, hủy hoại một phần cơ thể hoặc cả thân xác con người để sớm "siêu thoát"; kích động tự tử tập thể để sớm về "nước trời".
- Về cách hoạt động: Thường thiên về hoạt động thực tiễn, nhưng lén lút, thường xuyên thay đổi địa điểm nhằm tránh sự phát hiện, xử lý của cơ quan chức năng; lợi dụng sơ hở của pháp luật, trong công tác quản lý của chính quyền cơ sở để tuyên truyền phát triển "đạo"; tán phát tài liệu tuyên truyền ở trên mạng Internet hay ở những nơi công cộng, nơi tập trung đông dân cư, tập luyện "dưỡng sinh" ở công viên, quảng trường, vườn hoa; lợi dụng những vùng đồng bào trình độ nhận thức còn thấp, điều kiện sống, chăm sóc sức khỏe còn khó khăn để dụ dỗ, lừa bịp, khống chế, lôi kéo theo "đạo".
- Về đối tượng tin theo: Phần lớn người tin theo các tà đạo là những người gặp rủi ro, bế tắc trong cuộc sống, do ốm đau, bệnh tật, nghèo khó; những người có trình độ văn hóa thấp, ở vùng sâu, vùng xa, vùng đồng bào dân tộc thiểu số. Tuy nhiên, cũng có những tà đạo do biết khai thác, lợi dụng, tạo vỏ bọc xuyên tạc các sự kiện thực tế (dịch bệnh, thiên tai, hiểm họa môi trường) để chứng thực cho các "tín điều" nên đã thu hút được những người trẻ tuổi ưa cái sự lạ, kể cả những người có trình độ nhận thức và chuyên môn kỹ thuật, hoặc cán bộ các cơ quan chính quyền, cán bộ nghỉ hưu tiếp tay cho tà đạo hoạt động.

## Danh sách
Vào thời đỉnh cao của phong trào chống lại cuồng giáo và việc lạm dụng các nghi thức trong những năm 1990, một số chính phủ đã công bố danh sách các nhóm cuồng giáo. Mặc dù các tài liệu này sử dụng các thuật ngữ tương tự, chúng không nhất thiết phải bao gồm các nhóm tương tự nhau và cũng không phải là đánh giá của họ đối với các nhóm này dựa trên các tiêu chí đã thỏa thuận. Các chính phủ khác và các tổ chức quốc tế cũng báo cáo về các phong trào tôn giáo mới nhưng không sử dụng các thuật ngữ này để mô tả các nhóm. Từ những năm 2000, một số chính phủ lại một lần nữa có sự khác nhau trong việc phân loại các phong trào tôn giáo như vậy. Trong khi sự phản ứng chính thức trên thế giới đối với các nhóm tôn giáo mới đã bị lẫn lộn, một số chính phủ đã đi theo những người chỉ trích các nhóm này trong phạm vi phân biệt giữa tôn giáo "hợp pháp" và "nguy hiểm", những "cuồng giáo không mong muốn" trong chính sách chung.
Các bản báo cáo của Chính phủ đã sử dụng những danh sách dị giáo phái này bao gồm các báo cáo từ Áo, Bỉ, Canada, Trung Quốc, Pháp, Đức, Nga và Việt Nam, cùng các nước khác. Mặc dù các tài liệu này sử dụng thuật ngữ tương tự nhưng chúng không nhất thiết phải bao gồm các nhóm giống nhau và việc đánh giá các nhóm này không dựa trên các tiêu chí đã thống nhất. Các chính phủ và cơ quan thế giới khác cũng báo cáo về các phong trào tôn giáo mới nhưng không sử dụng những thuật ngữ này để mô tả chúng. Các nhóm được cho là những giáo phái cuồng giáo có quy mô rất khác nhau, từ các nhóm nhỏ địa phương với một số thành viên cho đến các tổ chức quốc tế với hàng triệu thành viên.

### Tây Âu
Ở Pháp và Bỉ đã có những quan điểm chính sách chấp nhận các lý thuyết "tẩy não" một cách không phê phán, trong khi các nước châu Âu khác, như Thụy Điển và Ý thì có sự thận trọng hơn về các phương pháp tẩy não và đã có những phản ứng trung lập hơn đối với các tôn giáo mới. Các nhà nghiên cứu đã gợi ý rằng sự phẫn nộ sau vụ giết người hàng loạt và tự sát tập thể do Solar Temple gây ra cũng như những thái độ bài ngoại và thái độ chống đối văn hóa Mỹ khác đã góp phần đáng kể vào phong trào bài trừ cuồng giáo ở châu Âu. Trong những năm 1980, các nhà hoạt động và các quan chức của chính phủ Pháp đã bày tỏ lo ngại rằng một số điều luật và các nhóm khác trong Giáo hội Công giáo La Mã sẽ bị ảnh hưởng xấu từ luật bài trừ tôn giáo. Vào tháng 5 năm 2005, Thủ tướng Pháp đã ra một chỉ thị nhấn mạnh rằng chính phủ phải cảnh giác liên quan đến hiện tượng sùng bái và cho rằng rằng danh sách các phong trào tôn giáo mới kèm theo Báo cáo của Nghị viện năm 1995 đã trở nên ít thích hợp hơn, dựa trên quan sát rằng nhiều nhóm nhỏ đã hình thành: phân tán, linh động hơn và khó nhận dạng hơn và rằng chính phủ cần cân bằng mối quan tâm của mình với các giáo phái tôn trọng quyền tự do công cộng và laïcité (chủ nghĩa thế tục) theo Chính sách tôn giáo tách biệt ở Pháp.
- Vào năm 1995, một ủy ban quốc hội của Quốc hội Pháp về các giáo phái đã đưa ra Danh sách dị giáo phái[15]. Báo cáo bao gồm một danh sách các giáo phái có mục đích dựa trên thông tin có thể được cung cấp từ các cựu thành viên và thông tin theo dõi được từ cảnh sát Pháp[16]. Danh sách dị giáo phái này bao gồm:
  - Anthroposophie (Anthroposophy)
  - Au Cœur de la Communication (At the Heart of Communication)
  - Contre-réforme catholique (League for Catholic Counter-Reformation)
  - Dianova (Ex-Le Patriarche) (trước đây là the Patriarch))
  - Église du Christ (Boston Church of Christ)
  - Église Néo-apostolique (New Apostolic Church)
  - Énergo-Chromo-Kinèse (ECK)
  - Fédération d'agrément des réseaux (ex-Groupement européen des professionnels du marketing) (Federation of the networks of agreement (trước đây là: European Grouping of Marketing Professionals (GEPM))
  - Fraternité blanche universelle (Universal White Brotherhood)
  - Invitation à la Vie (Invitation to Life)
  - Innergy (Insight Seminars)
  - Krishna (Hare Krishna movement)
  - Landmark (Landmark Education)
  - Mahikari (Sûkyô Mahikari)
  - Mandarom
  - Méthode Avatar (Avatar Method)
  - Nhà thờ Thống nhất (Unification Church)
  - Mouvement du Graal (Grail Movement) hay Moon
  - Mouvement Raëlien (giáo phái Raëlism)
  - Nouvelle Acropole (New Acropolis)
  - Office culturel de Cluny (Cultural office of Cluny – National Federation of Total Animation)
  - Ogyen Kunzang Chöling
  - Orkos (Anopsology)
  - Pentecôte de Besançon (Evangelical Pentecostal Church of Besançon)
  - Prima Verba
  - Rose-Croix - AMORC (Rosicrucian Order)
  - Rose-Croix d'Or (Gold Rosicrucian Brotherhood)
  - Scientologie (Khoa luận giáo)
  - Soka Gakkaï (Sōka Gakkai)
  - La méthode Silva (The Silva Method)
  - Témoins de Jéhovah (Nhân chứng Jehovah)
  - Tradition Famille Propriété
- Chính phủ Áo không phải lúc nào cũng phân biệt các giáo phái ở Áo thành một nhóm riêng biệt. Đúng hơn, các nhóm tôn giáo được chia thành ba loại hợp pháp: các hiệp hội tôn giáo được chính thức công nhận, các cộng đồng tôn giáo và các hội nhóm[36]. Vào năm 2010, năm gần đây nhất mà các dị giáo phái được chính thức bị liệt kê ở Áo, các nhóm dị giáo phái này bao gồm[37]:
  - Church of Scientology
  - Divine Light Mission
  - Eckankar, Hare Krishna
  - Osho-Rajneesh
  - Sahaja Yoga
  - Sai Baba
  - Sri Chinmoy
  - Transcendental Meditation (Thiền Siêu Việt)
  - Fiat Lux
  - Universal Life
  - Gia đình Quốc tế
- Tại Đức: Một báo cáo chính thức của Ủy ban Thượng viện của thành phố và bang Berlin ở Đức đã liệt kê và thảo luận về các giáo phái (Sekten), nhấn mạnh với tiêu đề phụ về cách phân loại của chúng là "các thực thể tán thành thế giới quan và các tôn giáo mới". Báo cáo của Thượng viện Berlin năm 1997 - có tựa đề Tà giáo: Rủi ro và tác dụng phụ: Thông tin về các Phong trào tán thành tôn giáo và thế giới quan mới cũng như tâm lý thờ cúng (Cults: Risks and Side-effects: Information on selected new religious and world-view espousing Movements and Psycho-offerings)[38] đã liệt kê các dị giáo phái (gồm các dị giáo phái dựa trên nền tảng Cơ Đốc giáo và dựa trên nền tảng thương mại-phi thương mại) như sau:
  - Fiat Lux
  - Parish on the Road Evangelical Free Church (Gemeinde auf dem Weg Evangelische Freikirche e.V)
  - Parish of Jesus Christ (hội nhóm đã đăng ký) Boston Church of Christ (Gemeinde Jesu Christi e.V. (Boston Church of Christ))
  - Universal Life (Re-gathering of Jesus Christ) (Universelles Leben (Heimholungswerk Jesu Christi/HHW))
  - Unification Church (Moon movement) (Vereinigungskirche (Mond-Bewegung))
  - Teutonic Belief Association (hội nhóm đã đăng ký) (Germanische Glaubengemeinschaft e.V. (GGG))
  - Pagan Association (hội nhóm đã đăng ký) (Heidnische Gemeinschaft e.V. (HG))
  - OSHO-Movement (Osho) (OSHO-Bewegung (Bhagwan))
  - Ruhani Satsang of Thakar Singh (Ruhani Satsang des Thakar Singh)
  - Transcendental Meditation (TM) (Transzendentale Meditation (TM))
  - The Circle of Friends of Bruno Gröning (Bruno Gröning-Freundeskreise)
  - Context Seminar Company Limited (Kontext Seminar GmbH)
  - Landmark Education (LE) (Landmark Education (LE))
  - Art Reade
  - Scientology (Khoa luận giáo)
  - The Natale Institute (TNI)
  - Union for the Enhancement of the psychological Knowledge of Mankind (Verein zur Förderung der psychologischen Menschenkenntnis (VPM))
  - Occultism/Satanism (Okkultismus/Satanismus)
  - Multi-level Marketers (Sogenannte Strukturvertriebe)

### Hoa Kỳ
Vào những năm 1970, nghiên cứu khoa học về "lý thuyết tẩy não" đã trở thành một chủ đề trung tâm trong các vụ kiện tòa án ở Hoa Kỳ, nơi lý thuyết đã được sử dụng để đánh giá cho việc chèn ép tư duy mang tính ép buộc. Trong khi đó, một số nhà xã hội học phê bình lý thuyết này, ủng hộ việc tự do tôn giáo nhằm bảo vệ tính hợp pháp của các phong trào tôn giáo mới tại tòa án. Ở Hoa Kỳ các hoạt động tôn giáo của các nhóm cuồng giáo không bị cấm theo Điều bổ sung sửa đổi Hiến pháp Hoa Kỳ (điều này cấm việc chính phủ thành lập tôn giáo mới và bảo vệ tự do tôn giáo), miễn là các hoạt động đó không vi phạm pháp luật. Tuy nhiên, không có thành viên tôn giáo hoặc tín ngưỡng nào được miễn trừ việc bị pháp luật trừng phạt nếu họ phạm phải các tội hình sự.

### Canada
Một báo cáo của Cơ quan Tình báo An ninh Canada năm 1999 đã thảo luận về "Các phong trào tôn giáo Ngày tận thế tán thành niềm tin thù địch và có khả năng gây ra bạo lực.." Các nhóm được phân loại là "Phong trào tôn giáo Ngày tận thế" bao gồm:
- Giáo phái Branch Davidian (Branch Davidians) do giáo chủ David Koresh lãnh đạo. Giáo phái này là một bên chiến đấu kháng cự sự trấn áp của chính quyền Mỹ trong cuộc vây hãm ở Waco và được dựng lại trong bộ phim tài liệu Waco: The Rules of Engagement.
- Aum Shinrikyo (giáo phái Aum hay Chân lý Tối thượng) của giáo chủ Shoko Asahara, được biết đến với Vụ tấn công bằng khí sarin trên tàu điện ngầm Tokyo
- The Eather Legion
- Order of the Solar Temple
- Năm 2005, Phòng Tội phạm Thù hận của Sở Cảnh sát Edmonton đã tịch thu các tài liệu chống Pháp Luân Công được phân phát tại hội nghị thường niên của nhóm Hiệp hội gia đình Hoa Kỳ (American Family Association) từ các nhân viên của Lãnh sự quán Trung Quốc tại Calgary (Tỉnh Alberta, Canada). Các tài liệu, bao gồm cả việc gọi Pháp Luân Công là một "tà giáo", được xác định là đã vi phạm Bộ luật Hình sự, cấm cố ý kích động hận thù chống lại các nhóm tôn giáo có thể xác định được[42].

### Nga
Trong năm 2008 Bộ Nội vụ Nga đã chuẩn bị một danh sách "các nhóm cực đoan". Ở đầu danh sách là các nhóm Hồi giáo bên ngoài "Hồi giáo truyền thống", được chính phủ Nga giám sát. Tiếp theo "các nhóm cuồng dị" (Pagan cults). Trong năm 2009, Bộ Tư pháp Nga đã thành lập một hội đồng có tên là "Hội đồng các chuyên gia tiến hành phân tích về Tôn giáo." Hội đồng mới đã liệt kê 80 giáo phái lớn có khả năng nguy hiểm cho xã hội Nga, và nói rằng có hàng ngàn những nhóm nhỏ hơn. Các nhóm dị giáo phái lớn được liệt kê bao gồm:
- Giáo hội Thánh Hữu Ngày Sau của Chúa Giêsu
- Nhân Chứng Jehovah
- Nhóm cuồng dị được gọi là "Neo-Pentecostals"[46].

### Trung Quốc
Trong hàng thế kỷ, chính quyền Trung Quốc đã xếp loại một số nhóm tôn giáo là Tà giáo (邪教/xiéjiào) – có thể dịch là "tà đạo" hay "dị giáo". Trong thời kỳ phong kiến, việc gọi tà giáo không nhất thiết ngụ ý giáo điều của nhóm tôn giáo là sai hay phi chính thống, mà thường là chỉ các nhóm tôn giáo không được chính quyền cho phép, hoặc được coi là thách thức tính hợp pháp của chính quyền. Ở Trung Quốc hiện đại, thuật ngữ tà giáo tiếp tục được sử dụng để biểu thị giáo lý mà chính phủ không chấp nhận và gọi là tà thuyết, và các nhóm này phải đối mặt với sự đàn áp và trừng phạt của các nhà chức trách. Mười bốn nhóm khác nhau ở Trung Quốc đã được Bộ An ninh liệt kê là tà giáo. Tổng cục Bộ Công an Cộng hòa Nhân dân Trung Hoa đưa ra danh sách "các giáo lý không chính thống" (邪教) có tựa đề "Thông tin về các tổ chức được xác định là tà giáo, ví dụ như Bạch Liên giáo và Hồng Đăng giáo (红灯照)." Vào năm 1999, chính quyền Trung Quốc lên án Pháp Luân Công như là một tà giáo, và họ đã phát động nhiều chiến dịch để loại bỏ nó. Theo Tổ chức Ân xá Quốc tế, cuộc trấn áp Pháp Luân Công bao gồm những chiến dịch tuyên truyền trên nhiều mặt, một chương trình giáo dục ý thức hệ và giáo dục có tính cưỡng bức, cũng như các biện pháp cưỡng ép khác, chẳng hạn như bắt giam, lao động cưỡng bức và tra tấn
Theo nghiên cứu của Rick Ross trình bày tại Diễn đàn Quốc tế về Nghiên cứu Tôn giáo tháng 1 năm 2009, những tuyên bố của giáo chủ Lý Hồng Chí, được các học viên Pháp Luân công mặc nhiên chấp nhận mà không có nghi ngờ, là nguyên tắc xác định đây thực sự là một cuồng giáo. Ông Lý tuyên bố mình nắm rõ "bí mật tối thương của vũ trụ" và nói "không có tôn giáo nào có thể cứu con người ngoài Đại Pháp (tức Pháp luân công)", mà ông là giáo chủ duy nhất. Do đó, về cơ bản, ông tự tuyên bố mình là vị cứu tinh của con người. Tiểu sử trong cuốn sách "Chuyển Pháp Luân" của ông kể rằng ông lần đầu nhận ra "năng lực đặc biệt" của mình vào năm 8 tuổi. Những người theo Pháp Luân công tin rằng Lý Hồng Chí là bậc thánh nhân "không thể sai lầm" và họ không được phép nghi vấn về những tuyên bố liên quan đến sức mạnh siêu nhiên, và giáo lý của ông ta, bao gồm cả những nội dung phân biệt chủng tộc và chống lại ngành y khoa.
Lòng sùng mộ mãnh liệt với Lý Hồng Chí đã tạo ra một mạng lưới truyền hình và một tờ báo có tên "Đại Kỷ Nguyên" đều do các học viên Pháp Luân Công điều hành. Các cuộc biểu tình và sự kiện công khai thường xuyên được Pháp Luân công tổ chức trên khắp thế giới cũng phản ánh sự tôn sùng mãnh liệt của những người đi theo tôn giáo của ông ta. Trong khi Lý Hồng Chí luôn nói về "Chân-Thiện-Nhẫn", cả ông và những tín đồ của ông đều không thực sự thể hiện bất kỳ sự khoan dung nào đối với những người đi ngược giáo lý của họ. Trong nội bộ Pháp Luân Công, các tín đồ không được phép đặt câu hỏi về các giáo lý cơ bản, và những lời chỉ trích từ người ngoài thường được coi là "sự bức hại". Chuyên gia nghiên cứu sự sùng bái và nhà tâm lý học lâm sàng Margaret Singer ghi nhận rằng khi gặp một câu hỏi khó về giáo lý, một học viên Pháp Luân công sùng đạo luôn nói "Đừng suy nghĩ. Chỉ cần đọc lại lời dạy của Sư phụ." Margaret Singer đã tóm tắt ngắn gọn: "Nếu bạn muốn tìm sự mô tả tốt về một cuồng giáo, tất cả những gì bạn phải làm là đọc những gì [mà những người theo Pháp Luân Công] nói về họ."
Hội Thánh Đức Chúa Trời Toàn Năng là một phong trào tôn giáo mới được thành lập tại Trung Quốc vào năm 1991, mà các nguồn chính phủ Trung Quốc ước tính có ba đến bốn triệu thành viên, mặc dù các học giả cho rằng những con số ước tính này là hơi cao so với thực tế Tên gọi "Tia Chớp Phương Đông" (Eastern Lightning) được rút ra từ Tân Ước, Phúc âm Matthew 24:27: "Vì như tia chớp phát ra từ phương đông lòe sáng đến tận phương tây thể nào, thì sự quang lâm của Con Người cũng sẽ như thế." Giáo lý cốt lõi của nó là Chúa Giêsu Kitô trở lại Trái Đất trong thời của họ với tư cách là Đức Chúa Trời Toàn Năng nhập thể, lần này không phải là một người đàn ông mà là một phụ nữ Trung Quốc. Phong trào này được chính quyền Trung Quốc coi là tà giáo và nó bị buộc tội đã thực hiện nhiều tội ác khác nhau, bao gồm cả vụ giết người sùng bái Chiêu Viễn McDonald khét tiếng. Các nhóm Kitô giáo và truyền thông quốc tế cũng lần lượt mô tả nó như một cuồng giáo và thậm chí là một "tổ chức khủng bố".. Giáo hội phong trào này phủ nhận tất cả các cáo buộc, và có những học giả đã kết luận rằng một số cáo buộc mà họ đã điều tra cho đến nay thực sự là sai hoặc cường điệu.
Ngoài ra, các nhánh của phong trào tôn giáo mới của Cơ đốc giáo Hàn Quốc cũng bị liệt kê là tà giáo như: The Unification Church of Rev. Moon, Dami Evangelism Association, và World Elijah Association (世界以利亚福音宣教会). Các giáo phái bị cấm có giáo lý được cải biên từ Phật giáo bao gồm Lư Thắng Ngạn được biết đến với danh hiệu Liên Sanh Hoạt Phật (蓮生活佛, Liansheng Huófó) với môn phái Liên Sanh Chân Phật Tông (真佛宗) và Pháp hội Thời Luân Kim Cang tại Đài Loan, ngoài ra còn có nhóm Quán Âm Pháp môn (觀音法門) của Thanh Hải với pháp thiền Yoga của phái Sant Mat hay còn có tên gọi khác là Surat Shabd Yoga và vị thầy truyền cho Thanh Hải là Sant Thakar Singh được biết đến với cái tên là Sant Mat Master. Nhóm này bị Chính phủ Trung Quốc tuyên bố rằng niềm tin và hoạt động của tổ chức này về cơ bản là "chống cộng" và gọi tổ chức của Thanh Hải là "tổ chức tôn giáo phản động".
Giáo phái Gào thét (呼喊 派) bị Cộng hòa Nhân dân Trung Hoa (PRC) gắn cho một nhóm tôn giáo vô định hình ở Trung Quốc, bị chính phủ Trung Quốc đầu tiên coi là là lực lượng phản cách mạng và sau đó coi là một giáo phái tội phạm sau sự cố tại các quận Đông Dương và Nghĩa Ô thuộc tỉnh Chiết Giang vào tháng 2 năm 1982. Một số ấn phẩm năm 1983 có liên quan đến Phong trào Yêu nước Ba Tự (TSPM) đã buộc tội giáo viên Cơ đốc Trung Quốc quá cố Nhân chứng Lee (Li Changshou) là người lãnh đạo "giáo phái Gào thét" và xúi giục các vụ nổi loạn. Tên gọi "giáo phái Gào thét" đã được áp dụng rộng rãi hơn cho nhiều nhóm cầu nguyện công khai và rõ ràng và/hoặc không đăng ký hoặc hợp tác với phong trào TSPM. Có nhiều lý do để nghi ngờ tính chính xác của các báo cáo dẫn đến sự lên án của "giáo phái Gào thét" và sự liên kết của chúng với Witness Lee hoặc các nhà thờ địa phương, và các nhà thờ địa phương mà tự tránh xa các tín đồ Gào thét.

### Việt Nam
Đạo Hà Mòn còn gọi là "tà đạo Hà Mòn", "tà đạo Y Gyin" hay "Công giáo Đề-ga" là tên gọi để chỉ một hiện tượng tôn giáo mới xuất hiện từ cuối năm 1999 tại các làng thuộc xã Hà Mòn, huyện Đăk Hà, tỉnh Kon Tum. Phong trào này xuất hiện do một số người dân tộc thiểu số như Y Gyin, Y Kách, A Níp dựa trên niềm tin về cứu thế của Thiên chúa giáo, tung tin "Đức Mẹ hiện hình". Vào cuối năm 1999, bà Y Gyin, sinh năm 1942, dân tộc Ba Na Rơ Ngao tại làng Kơ Tu, xã Hơ Moong (Hà Mòn), huyện Sa Thầy, tỉnh Kon Tum, là tín đồ Thiên chúa giáo nhưng lại chuyên hành nghề thầy cúng, thầy mo đã nghĩ ra chuyện mình được "Đức Mẹ hiển linh trao cho sứ mệnh truyền giáo" để lôi kéo người dân địa phương đi theo. Y Gyin tuyên bố nhìn thấy "Đức mẹ Maria hiện hình" trên nóc nhà vào lúc 12 giờ đêm ngày 20 tháng 12 năm 1999 và mình được chọn làm sứ giả để phán truyền cho loài người. Có nhiều nơi người theo đạo còn tự nhận là Công giáo Đêga tương tự như trước đây FULRO đã dựng lên Tin lành Đêga để tập hợp lực lượng thực hiện mục đích ly khai vùng Tây Nguyên. Chính quyền Việt Nam coi đây là tà giáo, lợi dụng hoạt động tôn giáo để lồng ghép âm mưu chống phá chính quyền, chia rẽ khối đại đoàn kết toàn dân tộc.